# 無線電靜默
無線電靜默（Radio Silence）是指因為安全、保密或其他理由，某一區域固定式或移動式的無線電發射設備不發送訊號。
無線電靜默可能是在戰爭中的戰術考量，一至數艘船或一至數架飛機都可以進行無線電靜默。也可能為了射电天文学的考量，在固定區域進行無線電靜默（如美國國家射電天文台附近的美國國立無線電寂靜地帶）。或是發出求救作出回應的救援機構可能將特定的頻道無線電靜默，宣布該頻只供求救的船隻，對答的救援機構或協助救援的船隻使用，其他一般通訊暫停使用。

## 軍事的無線電靜默命令
若無線電傳輸可能會暴露部隊位置時（敵方可能是用無線電測向或是用耳朵確認說話的聲音來掌握位置），軍隊會下達無線電靜默命令。在接戰前的防御時，可能會下達最嚴格的電子靜默（Emissions Control或 EMCON）指令。
在英國陸軍中，無線電靜默的發起及解除都是由稱為BATCO的短碼來控制，只有用此方式才能全面（或選擇性的）發起或是解除無線電靜默。無線電靜默的解除只能由最早發起無線電靜默的司令官發佈。在無線電靜默期間，任一站若有合理的原因，可以傳送訊息，這稱為無線電靜默暫停，此時允許必要的回覆，之後繼續進入無線電靜默狀態。暫停無線電靜默的站台也是用BATCO來暫停無線電靜默。
無線電靜默的指令如下：
Hello all stations, this is 0. Impose radio silence. Over.

## 非軍事的無線電靜默命令
無線電靜默也可能因為非軍事目的而提出，例如為了避免干擾射电天文学中的高靈敏度設備，或是在海事或是海空的通訊中，避免影響遇險的求救信號（見Mayday），在後者的情形下，救援機構的發送通信过程字"Seelonce Seelonce Seelonce"（silence的法文發音，"See-LAWNCE."），讓其他的電台暫停發送信號，若已可以結束無線電靜默，會再發送"Seelonce FINI."結束無線電靜默。
在空中通訊中，類似Seelonce，開始無線電靜默的詞是"Stop Transmitting - Distress (or Mayday)"，結束無線電靜默的詞是"Distress traffic ended"，違反無線電靜默相當嚴重，在許多國家都是嚴重的犯罪行為。
在美國，电磁发射管制、紧急广播系统及紧急报警系统也是在遇到攻擊時，發出無線電靜默（特別是廣播）的方式。

## 無線電靜默命令
- 在第二次世界大戰時，在珍珠港事件時日軍就下令進行無線電靜默。[4]攻擊者用檀香山的AM廣播KGU（英语：KGU (AM)）作為定位信號。
- 1942年6月2日有一次九分鐘的空袭警报，中間在晚上9:22有一個從加拿大到墨西哥所有广播电台的無線電靜默命令。

## 相關
- 军事战术列表
- 防護頻帶（英语：Guard band）
- 馬皮米無線電寂靜地帶（英语：Mapimí Silent Zone）
- 美國國立無線電寂靜地帶